# Sterowanie adaptacyjne
Sterowanie adaptacyjne – metoda sterowania, w której regulator dopasowuje parametry (które ulegają zmianie lub na początku są niepewne). Przykładowo podczas lotu masa samolotu, na skutek zużycia paliwa, powoli zmniejsza się - potrzebna jest więc zasada sterowania, która sama się dostosuje do takich zmiennych warunków. 

## Charakterystyka układu sterowania
Sterowanie adaptacyjne różni się od sterowania krzepkiego w ten sposób, że nie potrzebuje informacji a priori o granicach tych niepewnych lub zmiennych parametrów. Sterowanie krzepkie gwarantuje, że jeśli zmiany leżą w pewnych granicach nie trzeba zmieniać przyjętej zasady sterowania, podczas gdy w przypadku sterowania adaptacyjnego przyjęta zasada sterowania dostosowuje się sama. 
Układ regulacji adaptacyjnej jest układem regulacji, w którym nastawy regulatora muszą być każdorazowo dostosowywane (adaptowane), w przypadku zmian właściwości obiektu. Regulator adaptacyjny charakteryzuje się więc nastawialnymi parametrami i zawiera w sobie mechanizm, który pozwala na nastawę tych parametrów. Przykładowo dla regulatora PID, aby zapewnić odpowiednią jakość układu regulacji, można dostosować do zmieniających się właściwości obiektu regulacji: wzmocnienie układu, czas całkowania i czas różniczkowania.
Należy też zauważyć, że z uwagi na mechanizm adaptacji parametrów regulatory adaptacyjne są regulatorami nieliniowymi.

## Początki sterowania adaptacyjnego
Historycznie (lata 50. XX wieku) pierwszymi układami o charakterze adaptacyjnym były:
- układy z regulacją współczynnika wzmocnienia - nie są to jednak układy adaptacyjne w zasadniczym sensie gdyż parametry dostosowuje do przewidywalnej zmienności obiektu lub procesu a nie do nieprzewidywalnych zmian obiektu (czyli nie przeprowadza się tu estymacji parametrów).
- układy regulacji z modelem (ang. model reference adaptive control, MRAC) - układ regulacji z modelem obiektu, choć może się tak wydawać, również nie jest strukturą adaptacyjną, gdyż w czasie sterowania zarówno algorytm sterowania, jak i jego parametry pozostają stałe mimo zmian parametrów procesu i/lub zakłóceń. Układ regulacji z modelem można sprowadzić do zwykłego układu regulacji ze swego rodzaju filtrem wejściowym.

Z czasem opracowane zostały: 
- regulatory samonastrajalne (ang. self-tuning regulators, STR).

U podstaw teorii sterowania adaptacyjnego leżą zagadnienia związane z estymacją parametrów (zob. też. teoria estymacji). Najbardziej rozpowszechnione metody estymacji parametrów to między innymi: rekurencyjna metoda najmniejszych kwadratów (ang. Recursive Least Squares, RLS, zob też. metoda najmniejszych kwadratów) i metoda gradientu. Obie metody określają zasady sterowania, które wykorzystywane są do modyfikacji estymat w czasie rzeczywistym (to jest w czasie pracy układu). Do wyprowadzenia tych zasad sterowania i określenia ich kryteriów zbieżności (zwykle w oparciu o sygnały wszechpobudzające ang. persistent excitation) wykorzystywane są metody Lapunowa. Dla poprawy krzepkości algorytmów estymacji korzysta się często z rzutowania i normalizacji.

## Ogólna klasyfikacja metod sterowania adaptacyjnego
W ogólności można wyróżnić:
1. sterowanie adaptacyjne ze sprzężeniem w przód
2. sterowanie adaptacyjne ze sprzężeniem zwrotnym

W drugiej z powyższych grup można wyróżnić kilka szerokich kategorii adaptacyjnych układów sterowania (poniższe klasyfikacje mają jednak dość luźny charakter):
- regulatory adaptacyjne dualne (oparte na teorii sterowania dualnego) 
  - optymalne regulatory dualne (trudne do zaprojektowania)
  - suboptymalne regulatory dualne
- regulatory adaptacyjne niedualne
  - regulatory poszukujące ekstremum
  - sterowanie z uczeniem iteracyjnym
  - harmonogramowanie wzmocnienia
  - regulatory adaptacyjne z modelem odniesienia (ujmują model odniesienia definiujący żądane działanie pętli zamkniętej)
    - z optymalizacją gradientu (korzystają z lokalnych reguł w celu dokonania nastawy parametrów gdy wykonanie odbiega od modelu odniesienia)
    - z optymalizowaną stabilnością

  - regulatory adaptacyjne z identyfikacją modelu (wykonują identyfikację układu na bieżąco podczas pracy układu)
    - regulatory adaptacyjne ostrożne (wykorzystują bieżącą identyfikację układu do modyfikacji sterowania, pozwalają przy tym na niepewność identyfikacji)
    - regulatory adaptacyjne z odpowiednikiem pewności (tzw. zasada równoważności ang. certainty equivalent) (przyjmują bieżącą identyfikację układu za układ prawdziwy, zakładają, że nie występuje żadna niepewność)  
      - regulatory adaptacyjne nieparametryczne
      - regulatory adaptacyjne parametryczne (w tej kategorii mieszczą się zasadniczo regulatory samonastrajalne)
        - regulatory adaptacyjne parametryczne jawne
        - regulatory adaptacyjne parametryczne niejawne

      - regulatory adaptacyjne parametryczne można również podzielić z uwagi na przyjętą metodę:
        - metody bezpośrednie (metody bezpośrednie to te, w których estymowane parametry są używane bezpośrednio w regulatorze adaptacyjnym)
        - metody pośrednie (w metodach pośrednich estymowane parametry używane są do obliczenia potrzebnych parametrów regulatora).

## Dobór parametrów
Wymienione wyżej regulatory adaptacyjne parametryczne mogą być implementowane na bazie różnych regulatorów klasycznych:
- regulatory PID
- minimalnowariancyjne (ważone)
- z lokowaniem biegunów
- z lokowaniem biegunów i zer
- ze skończonym czasem zaniku
- LQ i LQG
- predykcyjne